# ダホメ共和国

ダホメ共和国
（ダオメー共和国）
République du Dahomey (フランス語)

国歌: L'Aube Nouvelle（フランス語）
新しい日の始まり
ダホメ共和国の位置

ダホメ共和国（フランス語: République du Dahomey、フランス語発音: [dä-ô-mā] 発音例）は、アフリカ西部にかつて存在した国家である。日本語ではダオメー共和国とも表記する（節「発音」を参照）。現ベナン共和国の旧称の一つ。

## 概要
19世紀末にダホメ王国がフランスに征服されてフランス領西アフリカの一部（フランス領ダホメ）になったものが、ド・ゴール政権下でのフランス共同体発足で、1958年にフランスの海外領土のダホメ自治共和国と改称されるが、1960年8月にダホメ共和国としてフランスから独立した。
国際連合には少なくとも1963年5月時点では加盟していた。しかし、バリバ人、ヨルバ人、フォン人などによる民族抗争が続いて政情は動揺し、1963年から1972年にかけて5度の軍事クーデターも発生した。
1972年の政変でマチュー・ケレク政権が成立、1975年にベナン人民共和国に改名し同国は消滅した。

## 発音
フランス語ではhを発音しないため、国名の発音は日本語カナ表記すれば「ダオメー」となる。hを発音する英語では、発音は「ダホーミ」（英語発音: [də-hō mē)] 発音例）に近い。日本語ではローマ字式に「ダホメ」とカナ表記するのが一般的である。